# Tokyo Gas Football Club 1991-1992
Questa voce raccoglie le informazioni riguardanti il Tokyo Gas Football Club nelle competizioni ufficiali della stagione 1991-1992.

## Stagione
Al suo esordio in Japan Soccer League il Tokyo Gas, dopo essere stato eliminato al primo turno della coppa di Lega, concluse il campionato con un settimo posto che gli valse l'accesso alla prima divisione della Japan Football League.

## Rosa
| N. |                     | Ruolo | Calciatore       |
| -- | ------------------- | ----- | ---------------- |
|    | Giappone (bandiera) | P     | Ryuji Kato       |
|    | Giappone (bandiera) | D     | Kiyoshi Ōkuma    |
|    | Giappone (bandiera) | D     | Nobuki Kobayashi |
|    | Giappone (bandiera) | D     | Yasuhiro Ichiki  |
|    | Giappone (bandiera) | D     | Takeshi Kojima   |
|    | Giappone (bandiera) | D     | Shinichi Tanaka  |
|    | Giappone (bandiera) | D     | Hidetoshi Nodake |
|    | Giappone (bandiera) | D     | Kei Shibata      |

| N. |                     | Ruolo | Calciatore        |
| -- | ------------------- | ----- | ----------------- |
|    | Cina (bandiera)     | C     | Lü Hongxiang      |
|    | Giappone (bandiera) | C     | Makoto Yamashige  |
|    | Giappone (bandiera) | C     | Hideyuki Yuda     |
|    | Giappone (bandiera) | C     | Shoichi Otani     |
|    | Giappone (bandiera) | C     | Ryōichi Kawakatsu |
|    | Giappone (bandiera) | A     | Yoshimasa Suda    |
|    | Giappone (bandiera) | A     | Kazuaki Maeda     |

## Statistiche

### Statistiche di squadra
| Competizione   | Punti | Totale | Totale | Totale | Totale | Totale | Totale | DR |
| Competizione   | Punti | G      | V      | N      | P      | Gf     | Gs     | DR |
| -------------- | ----- | ------ | ------ | ------ | ------ | ------ | ------ | -- |
| JSL Division 2 | 46    | 30     | 12     | 10     | 8      | 30     | 28     | +2 |
| JSL Cup        | -     | 1      | 0      | 0      | 1      | 0      | 1      | -1 |
| Totale         |       | 31     | 12     | 10     | 9      | 30     | 29     | +1 |